# Calligra Flow
Calligra Flow is vrije software die diagrammen maakt. Flow maakt deel uit van het kantoorsoftwarepakket Calligra Suite en vervangt Kivio.

## Geschiedenis
Kivio maakte deel uit van het kantoorpakket KOffice, dat meegeleverd werd met KDE. KOffice werd vervangen door Calligra Suite vanaf versie 2.4. Kivio werd hernoemd naar Calligra Flow.
Calligra Suite kwam voort uit KOffice. Tot en met 2012 waren er twee subprojecten: KOffice en Calligra Suite. Deze wisselden broncode uit. Calligra Suite kent echter meer ontwikkelactiviteit en wordt daarom aangeduid als opvolger van KOffice.